# Papanași

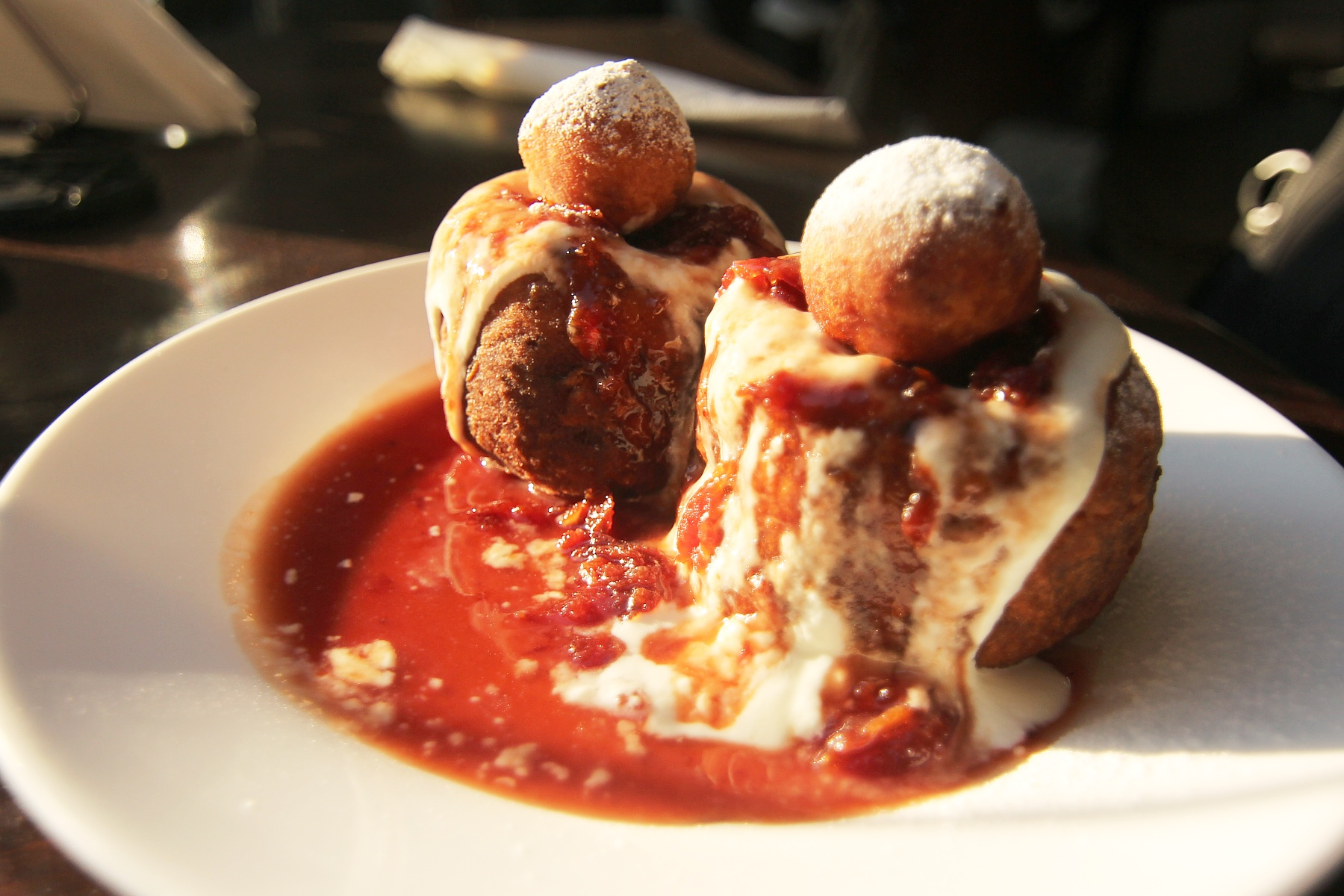
Papanași.

Les papanași sont un dessert traditionnel roumain qui se présente sous la forme de beignets sucrés au fromage blanc recouverts de confiture de myrtille, servis généralement par paire.

## Histoire
La Roumanie (Dacie) a découvert les beignets par l'entremise des Romains lorsqu'elle a fait partie de l'Empire romain. La première recette d'une pâte à beignet, l'aliter dulcia, est donnée par Marcus Gavius Apicius dans son ouvrage le De re coquinaria.

## Étymologie
Le mot papanași pourrait dériver du terme latin papa ou pappa qui est un mot d'enfant pour désigner la nourriture. Le mot latin pappa a donné le verbe italien pappare qui signifie « dévorer ».

## Préparation
Séparer le blanc des jaunes d'œufs. Mélanger le fromage blanc, la farine, le sucre, et une pincée de sel. Battre légèrement les blancs des œufs et les mélanger au fromage. Faire chauffer l'huile. Avec une cuillère à soupe, prélever une mesure de fromage et former un beignet en faisant un trou au milieu, les déposer dans la friture et dorer. Retirer et placer sur du papier absorbant.
Les papanași sont frites ou on peut les faire cuire quelques minutes dans l'eau bouillante.